# Eternal
Eternal var en britisk R&B pigegruppe, der blev dannet i 1992 af Easther Bennett, hendes ældre søster Vernie Bennett, Kéllé Bryan og hendes ven og klassekammerat Louise Redknapp, der også blev rekrutteret til gruppen af pladeselskabet. Gruppen blev en international succes og solgte omkring 10 millioner albums på verdensplan. Redknapp forlod gruppen efter udgivelsen af debutalbummet for at fokusere på en solokarriere under samme pladeselskab. Bryan forrod gruppen af uvisse årsager. Søstrene Easther og Vernie var dermed de eneste tilbageværende medlemmer, da de valgte at stope som gruppe i 2000. Eternal gjorde et kort comeback i 2013, hvor Bryan vendte tilbage, for at gå i opløsning igen i 2014. De bliver betragtet som Storbritanniens svar på de amerikanske pigegrupper.
Eternals debutalbum, Always & Forever, fra 1993 toppede som nummer to på UK Album Chart og solgte firdobbelt platin i Storbritannien. I 1997 nåede bandet nummer ét på UK Singles Chart med sangen "I Wanna Be the Only One", som gav det en Mobo Award for Bedste Single i 1997. Det modtog også syv nomineringer ved Brit Award. Sammenlagt fik bandet 15 sange i Top 20 på de britiske hitlister mellem 1993 og 1999, og deres andre Top 10-hits inkluderer "Stay" (1993), "Oh Baby I..." (1994), "Power of a Woman" (1995), "Someday" (1996), "Secrets" (1996) og "Don't You Love Me" (1997). Gruppen blev gendannet som en trio uden Redknapp i 2013 til den anden sæson af ITV2 realityshowet The Big Reunion, og de gav en enkelt koncert i marts 2014.

## Karriere

### 1992–93: Dannelse
Eternal blev dannet i 1992 af musikmanager Denis Ingoldsby fra First Avenue Records, efter at Eddie Gordon havde vist En Vogues succes, der var blevet opbygget i Storbritannien. Eternal skrev hurtigt kontrakt med EMI Records og udgav deres debutsingle "Stay" i september 1993. Sangen blev en succes, og den nåede nummer fire på UK Singles Chart. Bennett-søstrene blev fundet af en talentspejder på en natklub i London, og efterfølgende fandt de Louise Nurding. Trioen begyndte at arbejde samme og indspille indstil Louise introducered esin gamle ven Kéllé Bryan for deres manager. Bryen gik til audition og kom med i gruppen.

### 1993–95:Always & Foreverog Redknapps afgang
Eternal udgav deres debutalbum, Always & Forever i november 1993, og det nåede ind som nummer to på albumhitlisten. Det solgte over 1 millioner eksemplarer i Storbritannien, og det blev certificeret 4x Platin, hvilket gjorde det til det bedst sælgende album i 1994, samt årets bedst sælgende debutalbum. Bandet fik prisen som Bedste Gruppe ved Smash Hits Poll Winners Party, og det blev nomineret til fire Brit Awards. Redknapp besluttede at forlade gruppen, inden indspilningerne til Eternals andet studiealbum startede, for i stedet er forfølge en solokarriere. I 2014 udtalte Vernie Bennett i et interview, at gruppen mistede en vigtig del af sin sjæl, da Redknapp annoncerede at hun ville forlade den, og foreslog at Bryan også ville forlade gruppen, for at danne en duo med Redknapp. Bryan meddelte dog, at hun ikke havde ønske om at forlade gruppen.

### 1995–98: Som trio:Power of a WomanogBefore the Rain
Efter Redknapps afgang besluttede gruppen ikke at erstatte hende, og de fortsatte i stedet som en trio. Power of a Woman var det første album med denne konstsallation, og detnåede ind på den britiske albumhitliste som nummer seks. Det var endnu stor succes for gruppen, idet den kastede fire hitsingler af sig inklusive "Power of a Woman", "I Am Blessed" og en remixet version af "Good Thing", som fortsatte Eternals række af Top 20-hits. De optrådte med "I Am Blessed" for Pave Johannes Paul 2. i Vatikanet i 1995.
I 1997 fik gruppen sit første nummer ét-hit på UK Singles Chart med en duet med BeBe Winans, "I Wanna Be the Only One", som blev den næstmest spillede sang i britisk radio i 1997, og den var nummer ét i en enkelt uge. Den kom fra deres tredje album, Before the Rain,som også inkluderede "Don't You Love Me". Eternals Greatest Hits blev udgivet i sidste halvdel af 1997, og den blev det bedst sælgende opsamlingsalbum dette år. I 2013 var dette album det bedst sælgende opsamlingsalbum fra en pigegruppe nogensinde. Det indeholdt deres sidste Top 10-single, "Angel of Mine", der nåede nummer fire på hitlisten. "Angel of Mine" blev udgivet som EO med fire forskelige mix af sangen, inklusiv et remix af produceren Frankie Cutlass med titlen "Dreams" featuring Grand Puba og Sadat X.

## Diskografi
| - Always & Forever (1993) - Power of a Woman (1995) - Before the Rain (1997) - Eternal (1999) | - Greatest Hits (1997) |